# Vasilij Sidorenko
Vasilij Sidorenko (rusky Василий Сидоренко) ( * 1. května 1961 Stalingrad) je bývalý ruský kladivář, mistr Evropy z roku 1994.

## Sportovní kariéra
Dvakrát startoval na olympiádě – v Atlantě v roce 1996 a v Sydney v roce 2000 – do užšího finále však nepostoupil. V roce 1994 zvítězil v soutěži kladivářů na mistrovství Evropy, o tři roky později vybojoval na světovém šampionátu bronzovou medaili. Jeho osobní rekord – 82,54 m – pochází z roku 1992.